# BMW G02

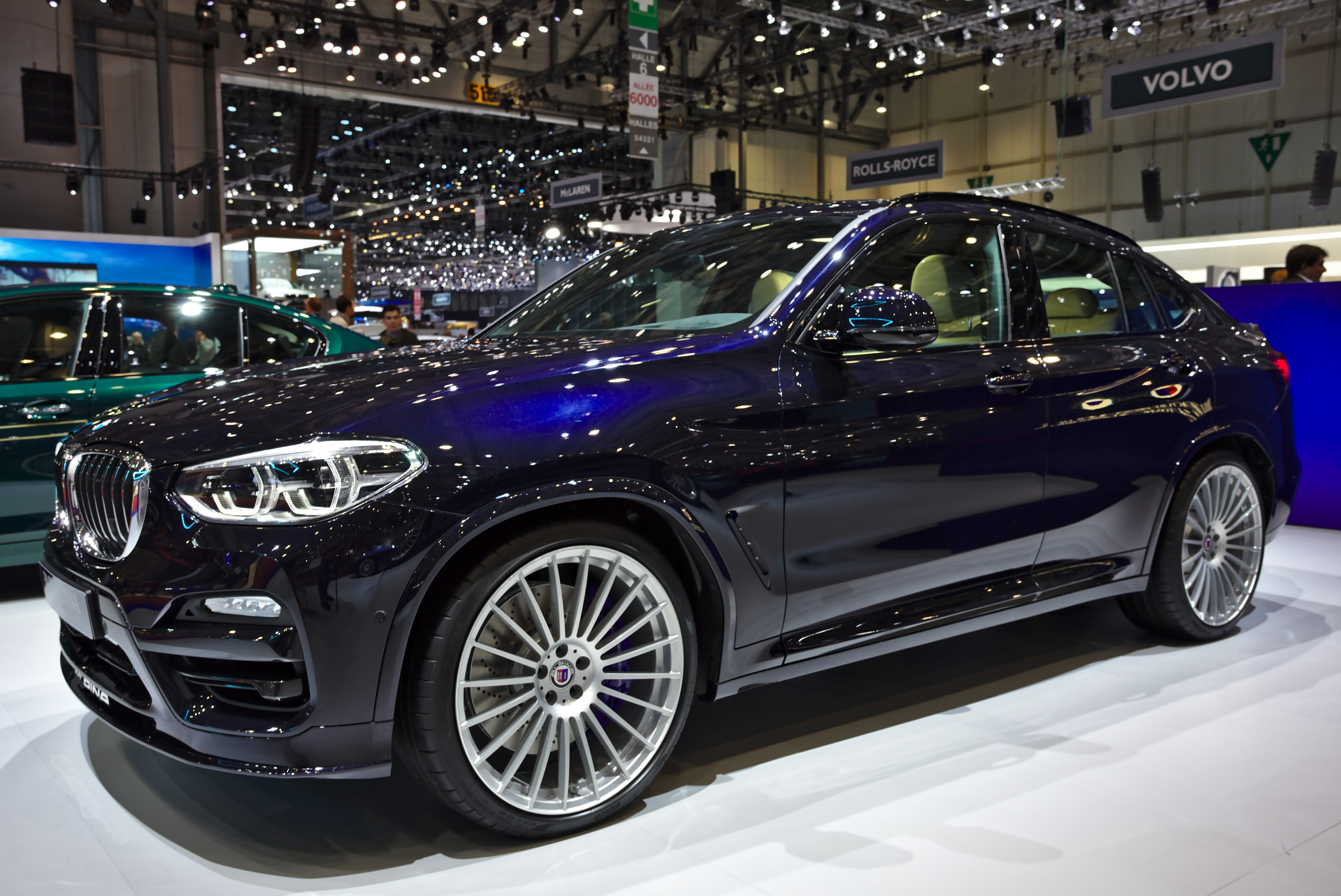
Alpina XD4

BMW G02 — второе поколение BMW X4. Производится с 14 февраля 2018 года. Продажи осуществляются с июля 2018 года. Одновременно с запуском новой модели с производства была снята предыдущая F26. Со второго квартала 2019 года автомобиль продаётся в Северной Америке. Модель базируется на платформе BMW CLAR. В июне 2021 года автомобиль прошёл фейслифтинг. 

## Двигатели

### Бензиновые
| Модель        | Годы производства | Двигатель               | Мощность                                 | Крутящий момент              | Разгон до 100 км/ч |
| ------------- | ----------------- | ----------------------- | ---------------------------------------- | ---------------------------- | ------------------ |
| xDrive20i     | С 2018            | B48B20 2.0 л I4 turbo   | 135 кВт (184 л. с.) при 5000—6500 об/мин | 270 Н*м при 1350—4600 об/мин | 8,3 сек.           |
| xDrive30i     | С 2018            | B48B20 2.0 л I4 turbo   | 185 кВт (252 л. с.) при 5200—6500 об/мин | 350 Н*м при 1450—4800 об/мин | 6,3 сек.           |
| M40i          | 2018—2019         | B58B30M0 3.0 л I6 turbo | 265 кВт (360 л. с.) при 5500—6500 об/мин | 500 Н*м при 1520—4800 об/мин | 4,8 сек.           |
| M40i          | С 2020            | B58B30O1 3.0 л I6 turbo | 285 кВт (387 л. с.) при 5800—6500 об/мин | 500 Н*м при 1800—5000 об/мин | 4,4 сек.           |
| M             | С 2019            | S58 3.0 л I6 twin-turbo | 353 кВт (480 л. с.) при 6250 об/мин      | 600 Н*м при 2600—5200 об/мин | 4,2 сек.           |
| M Competition | С 2019            | S58 3.0 л I6 twin-turbo | 375 кВт (510 л. с.) при 6250 об/мин      | 600 Н*м при 2600—5200 об/мин | 4,0 сек.           |

### Дизельные
| Модель    | Годы производства | Двигатель                  | Мощность                            | Крутящий момент              | Разгон до 100 км/ч |
| --------- | ----------------- | -------------------------- | ----------------------------------- | ---------------------------- | ------------------ |
| xDrive20d | 2018–             | B47D20 2.0 л I4 turbo      | 140 кВт (190 л. с.) при 4000 об/мин | 400 Н*м при 1750—2500 об/мин | 8,0 сек.           |
| xDrive25d | 2018–             | B47D20 2.0 л I4 twin-turbo | 170 кВт (231 л. с.) при 4400 об/мин | 500 Н*м при 2000 об/мин      | 6,8 сек.           |
| xDrive30d | 2018–             | B57D30 3.0 л I6 turbo      | 195 кВт (265 л. с.) при 4000 об/мин | 620 Н*м при 2000—2500 об/мин | 5,8 сек.           |
| M40d      | 2018–             | B57D30 3.0 л I6 turbo      | 240 кВт (326 л. с.) при 4400 об/мин | 680 Н*м при 1750—2750 об/мин | 4,9 сек.           |

## Alpina XD4
Автомобиль Alpina XD4 был представлен в 2018 году на Женевском автосалоне. Он оснащён двигателем BMW B57.

## Галерея

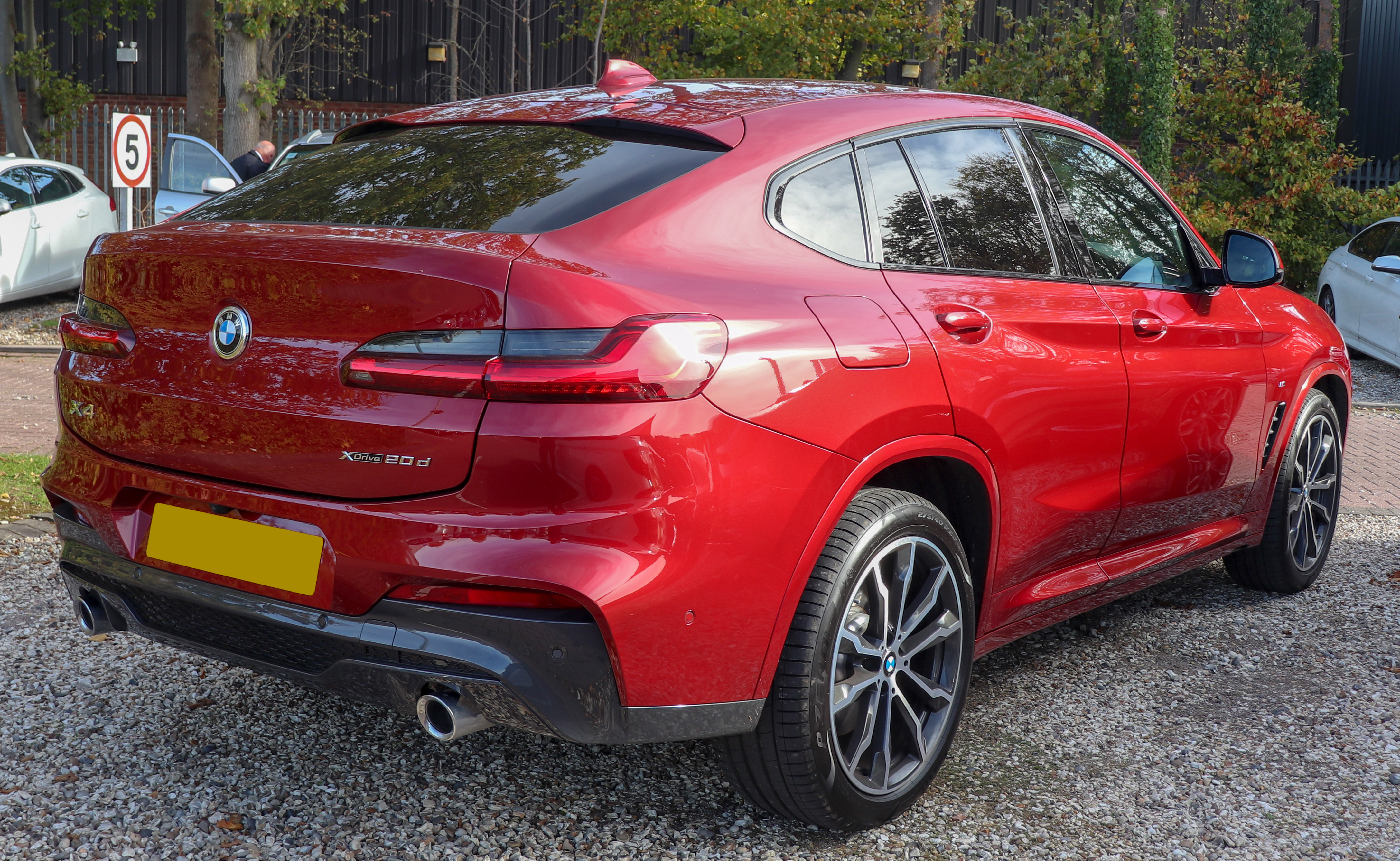
BMW X4 xDrive20d M Sport
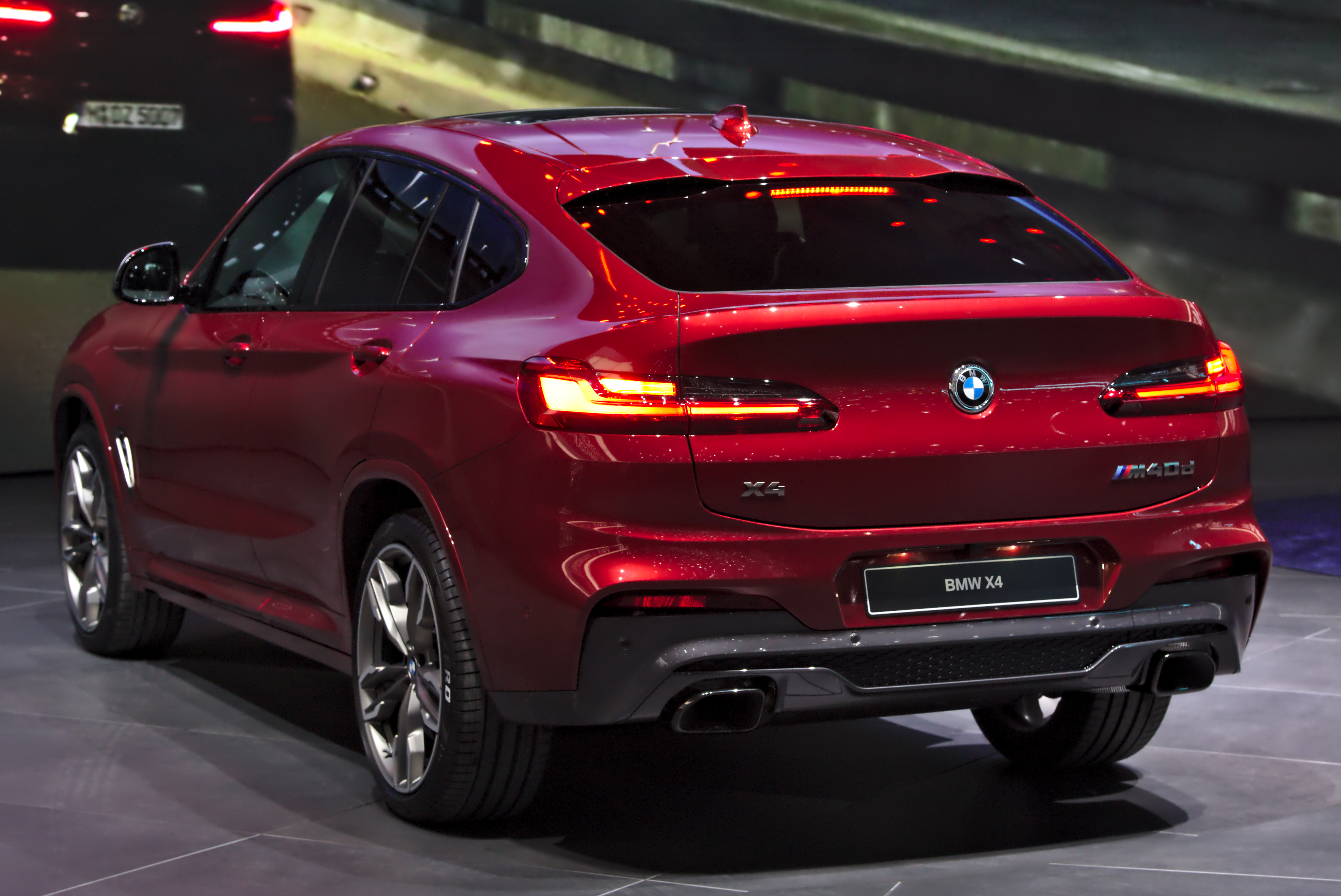
BMW X4 M40d
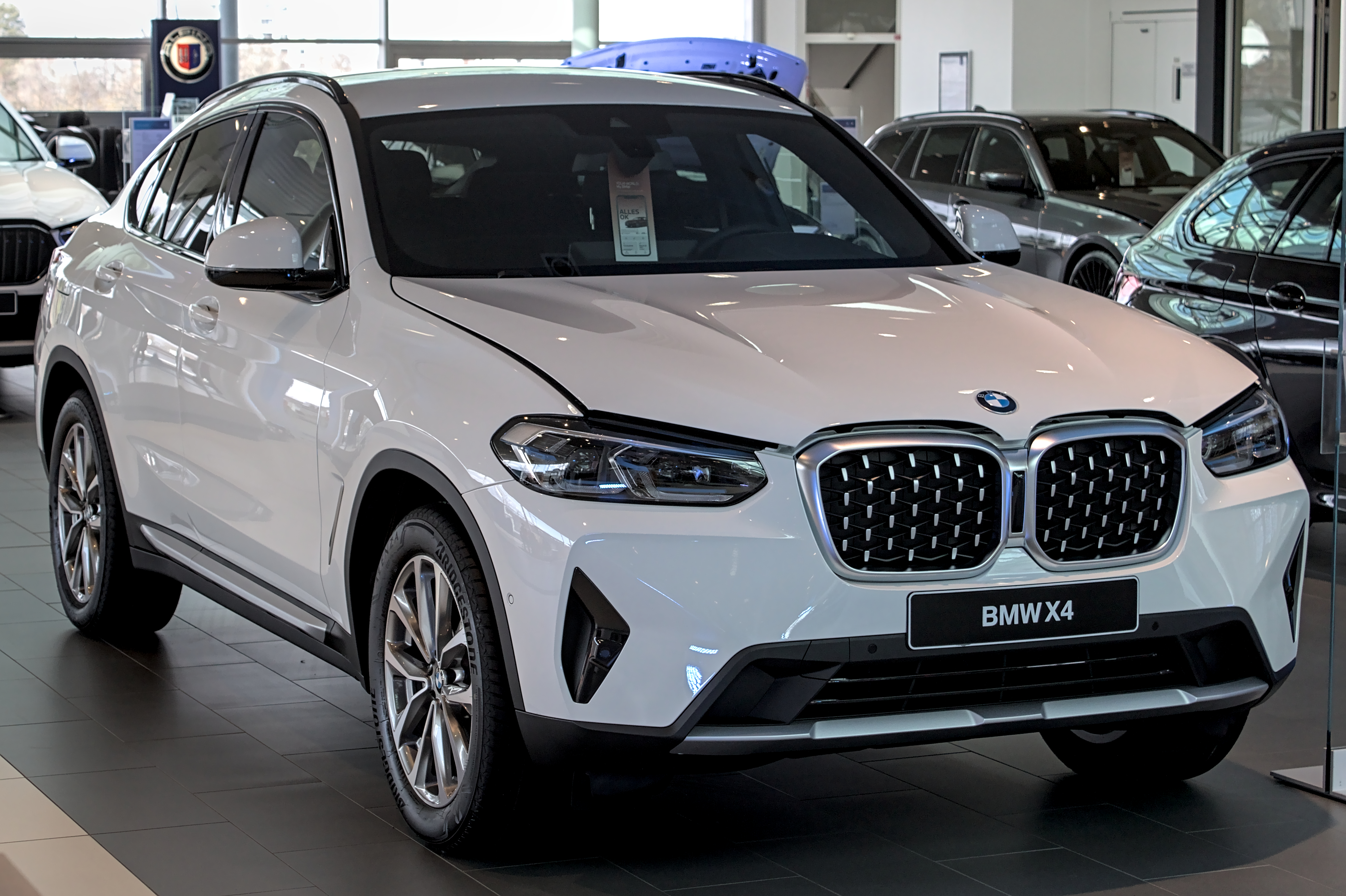
Фейслифтинг передней части
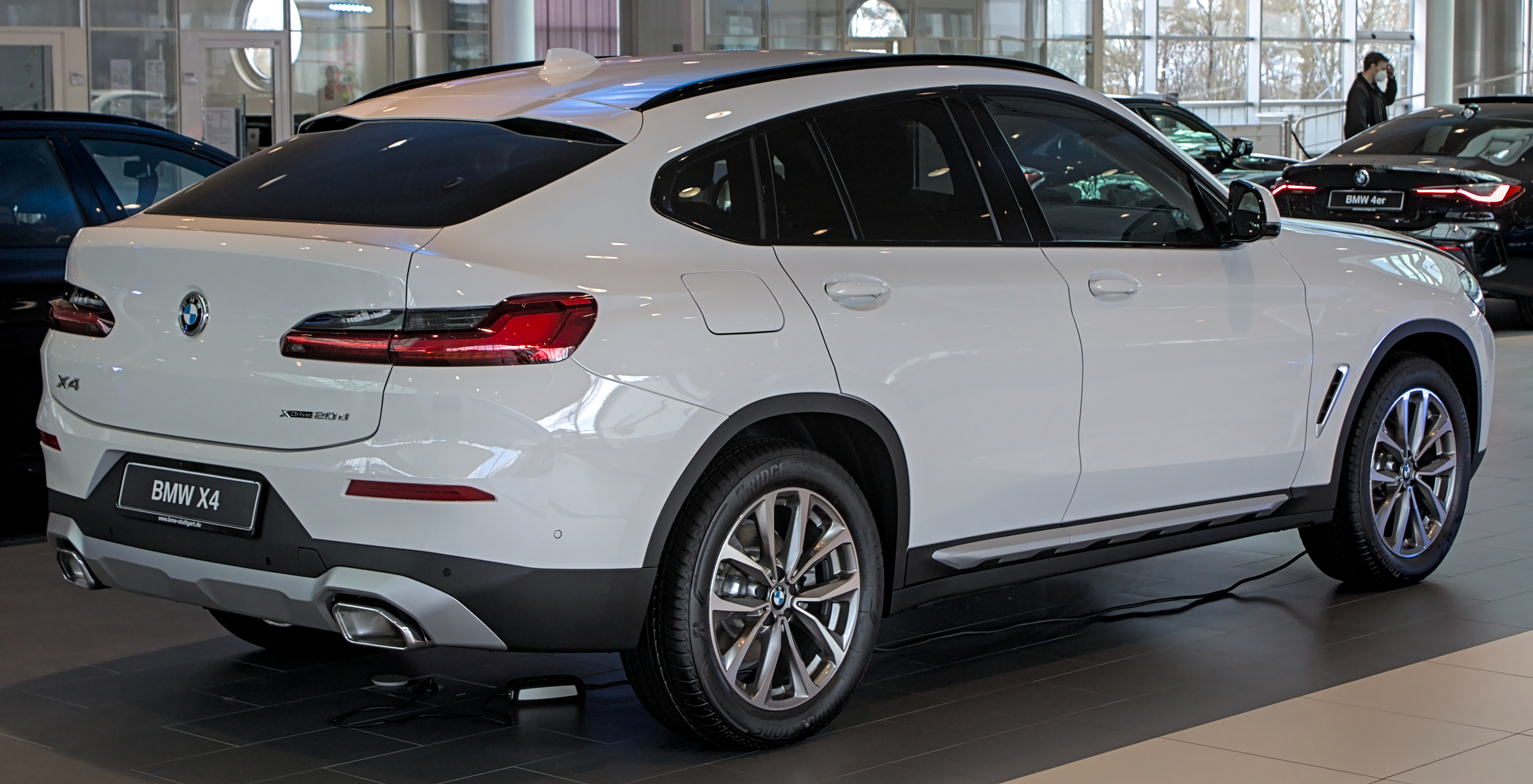
Фейслифтинг задней части
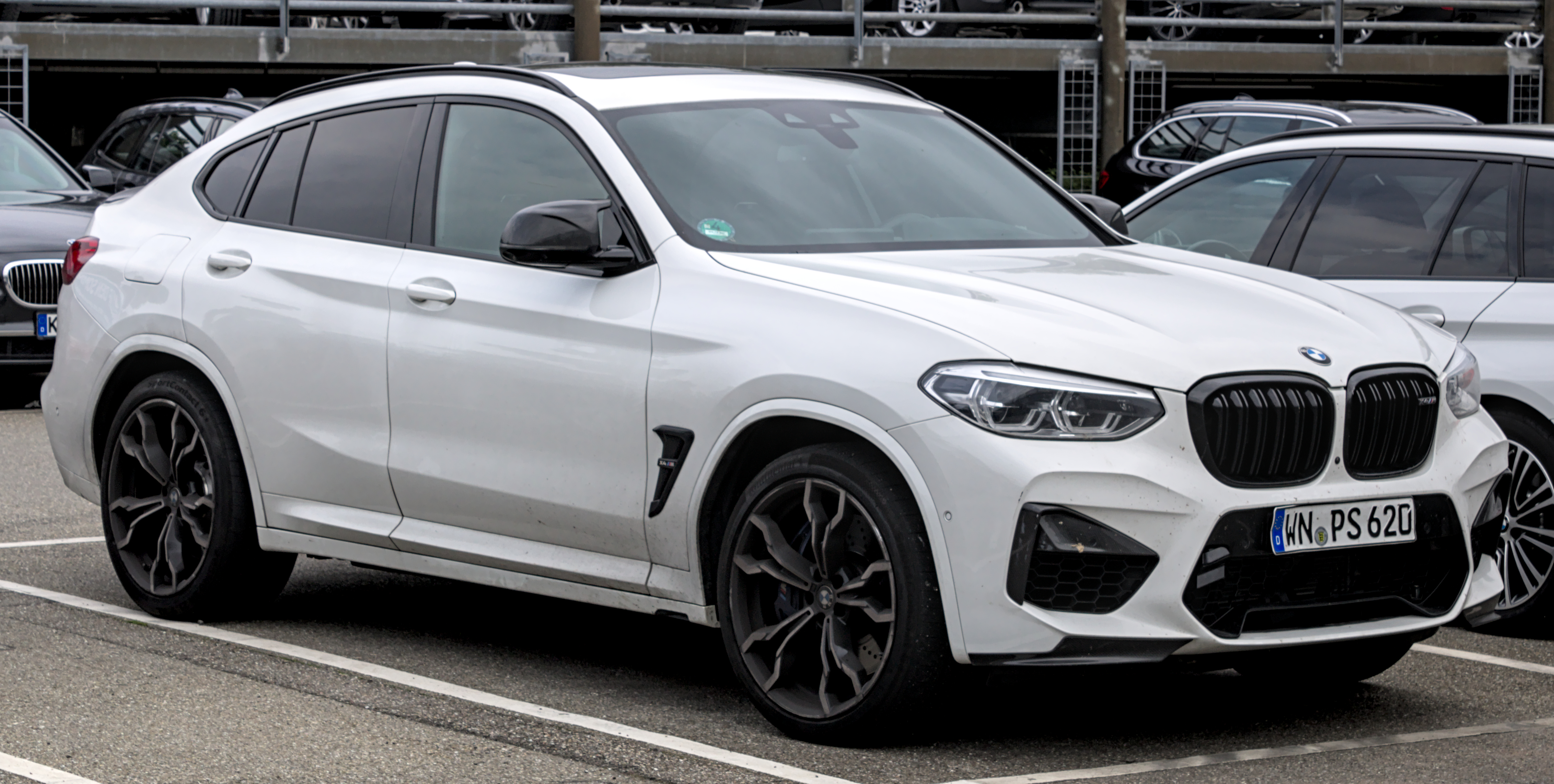
BMW X4 M Competition
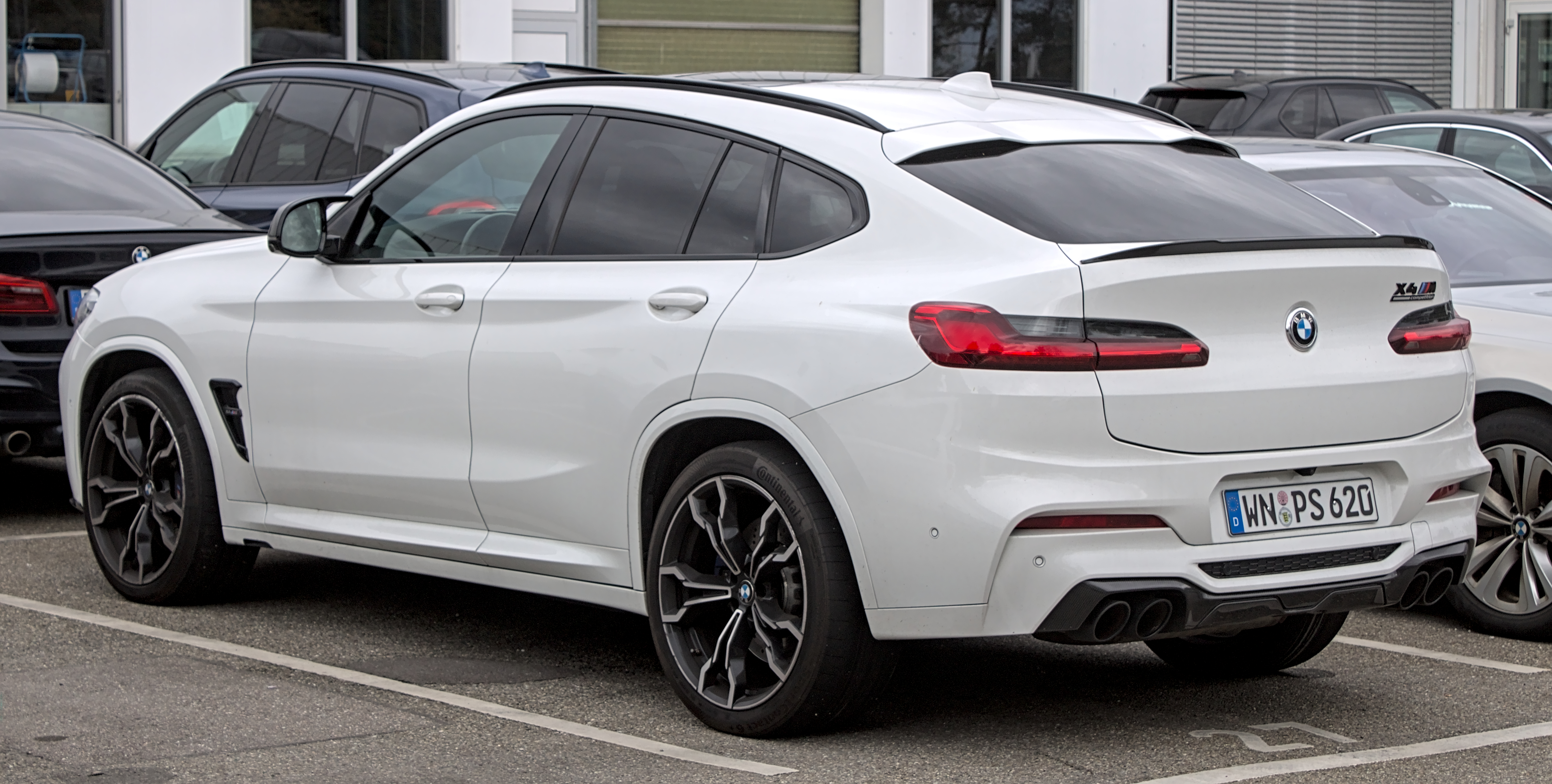
Вид сзади
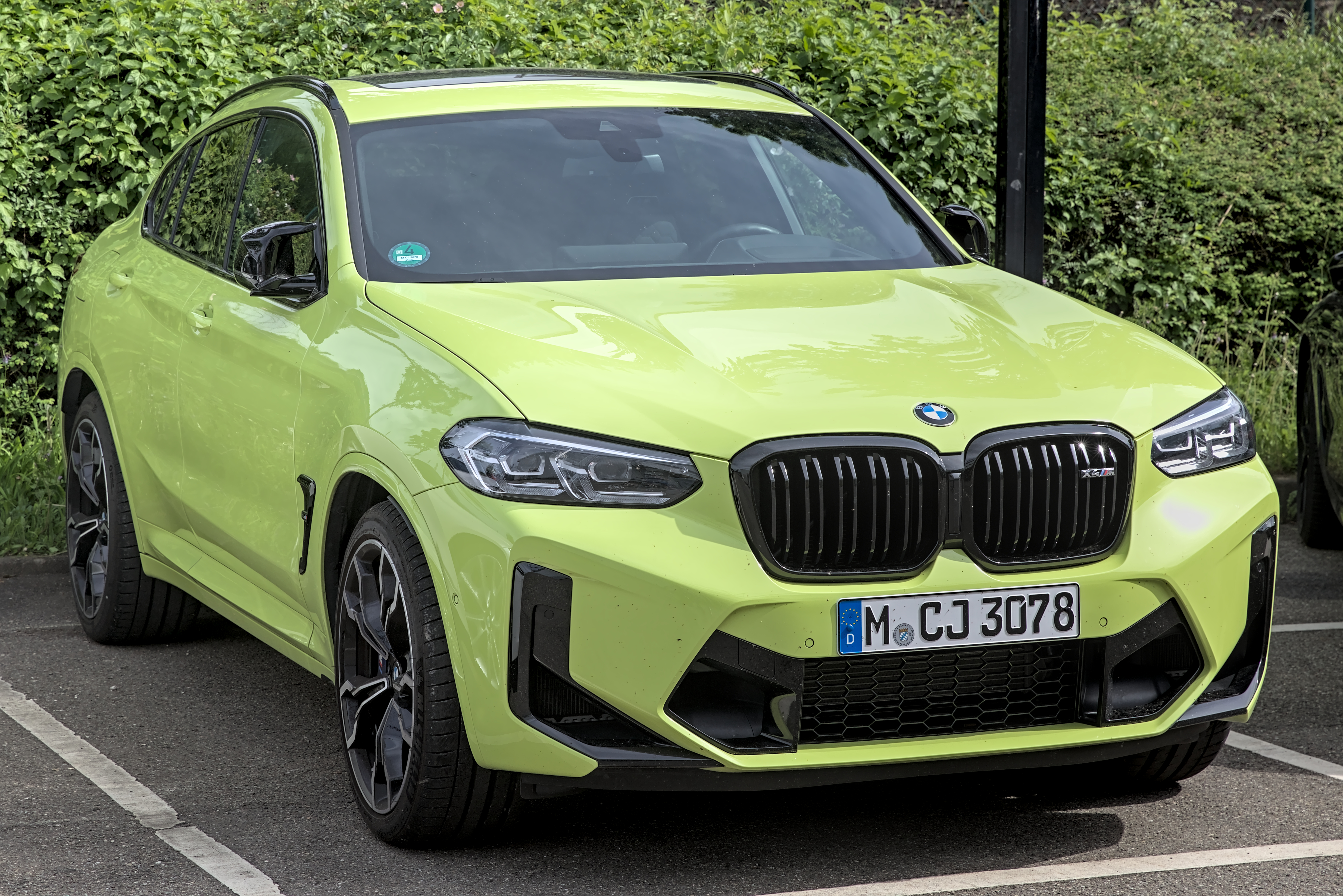
BMW X4 M
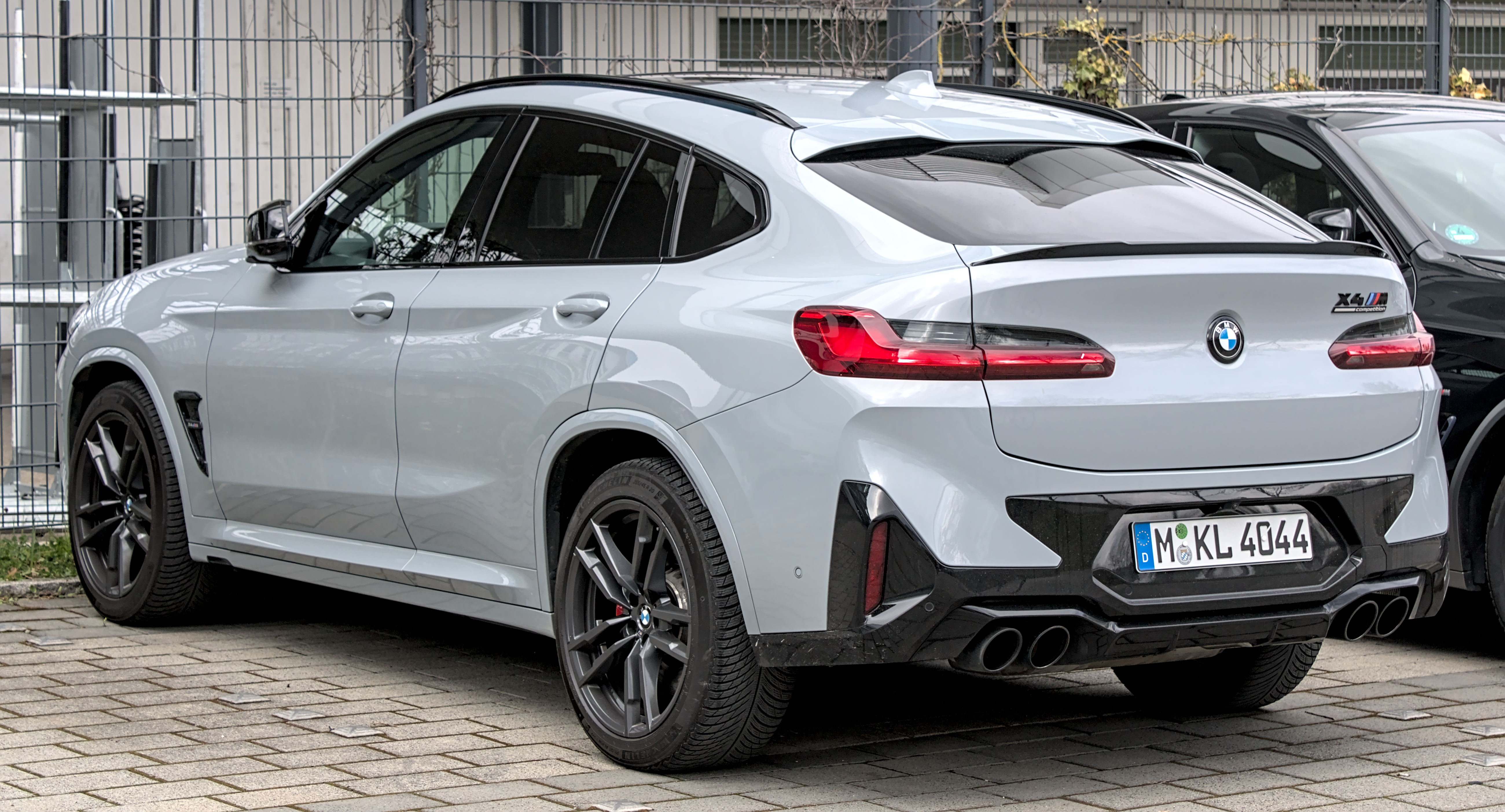
Вид сзади